# 부산여자상업고등학교
부산여자상업고등학교(釜山女子商業高等學校)는 대한민국 부산광역시 수영구 망미동에 있는 사립 고등학교이다.

## 학교 연혁
- 1953년 11월 13일 : 학교 설립인가 받음
- 1954년 3월 30일 : 부산광역시 서구 동대신동 2가 87번지에서 개교
- 1962년 12월 14일 : 학교법인 부여상학원 설립(설립자 김창덕)
- 1974년 9월 14일 : 현 위치(부산광역시 수영구 금련로 43)에서 신축공사 기공
- 1976년 7월 23일 : 신축 본관 준공, 학교 이전
- 1981년 11월 13일 : 별관 및 강당 준공
- 1984년 5월 4일 : 학교법인 덕문학원으로 개칭
- 1989년 5월 15일 : 신관 신축 및 휴식 공간 공사 완공
- 2000년 8월 30일 : 학칙 변경 (야간부 학급 폐지)
- 2005년 12월 25일 : 해연관(첨단 종합정보관) 신축 완공
- 2006년 9월 20일 : 무역⋅금융 분야 특성화 고교 인가 및 학칙 변경(국제통상정보과, 국제금융정보과, 멀티미디어마케팅과 등 3개 학과로 개편)
- 2013년 7월 5일 : 학교법인 보천학원으로 개칭
- 2016년 6월 30일 : 학칙변경 금융과 5학급, 무역과 5학급(2017학년도 신입생 적용)
- 2023년 2월 8일 : 제69회 졸업식 거행(졸업생 수 145명, 졸업생 총수 43,264명)
- 2023년 3월 1일 : 제10대 박운호 교장 취임
- 2024년 3월 4일 : 2024년도 입학식 (입학생 수 8학급 168명)

## 설치 학과
- 공통과정(전문계)
- IT사무행정과
- 무역·금융과
- 마케팅크리에이터과

## 참고 자료
- 부산여자상업고등학교 - 한국교육학술정보원 학교알리미